# Віннебаго (округ, Іллінойс)
Шаблон:StateAbbr_ 42°20′ пн. ш. 89°10′ зх. д. / 42.33° пн. ш. 89.16° зх. д.
Округ Віннебаго (англ. Winnebago County) — округ (графство) у штаті  Іллінойс, США. Ідентифікатор округу 17201.

## Історія
Округ утворений 1836 року.

## Демографія
За даними перепису 
2000 року 
загальне населення округу становило 278418 осіб, зокрема міського населення було 255284, а сільського — 23134.
Серед мешканців округу чоловіків було 136195, а жінок — 142223. В окрузі було 107980 домогосподарств, 73666 родин, які мешкали в 114404 будинках.
Середній розмір родини становив 3,06.
Віковий розподіл населення поданий у таблиці:
| Стать    | До 15 років | 15-21 | 22-29 | 30-39 | 40-49 | 50-65 | 65-85 | Понад 85 |
| -------- | ----------- | ----- | ----- | ----- | ----- | ----- | ----- | -------- |
| Чоловіки | 31469       | 13187 | 14185 | 20987 | 21223 | 20648 | 13271 | 1225     |
| Жінки    | 30068       | 12547 | 14172 | 21076 | 21405 | 22001 | 17857 | 3097     |

## Суміжні округи
- Рок, Вісконсин — північ
- Бун — схід
- Декальб — південний схід
- Огл — південь
- Стівенсон — захід
- Грін, Вісконсин — північний захід

## Виноски
1. ↑  U.S. Decennial Census. United States Census Bureau. Архів оригіналу за 4 квітня 2018. Процитовано 9 липня 2014.
2. ↑  Historical Census Browser. University of Virginia Library. Архів оригіналу за 11 серпня 2012. Процитовано 9 липня 2014.
3. ↑  Population of Counties by Decennial Census: 1900 to 1990. United States Census Bureau. Архів оригіналу за 24 квітня 2014. Процитовано 9 липня 2014.
4. ↑  Census 2000 PHC-T-4. Ranking Tables for Counties: 1990 and 2000 (PDF). United States Census Bureau. Архів оригіналу (PDF) за 18 грудня 2014. Процитовано 9 липня 2014.
5. ↑  State & County QuickFacts. United States Census Bureau. Архів оригіналу за 22 липня 2011. Процитовано 9 липня 2014.(англ.) Наведено за англійською вікіпедією.
6. ↑  American FactFinder. Бюро перепису населення США. Архів оригіналу за 26 лютого 2012. Процитовано 31 січня 2008.

| США | Це незавершена стаття з географії США. Ви можете допомогти проєкту, виправивши або дописавши її. |